# Etiopiske birr
Birr er valutaen i Etiopien. Birr har valutakoden ETB.